# Куокканен, Яри
Яри Куокканен (род. 4.04.1977) — ударник финской группы Teräsbetoni. Также играет в прогрессив-метал группе Anthriel.
Яри был последним, кто присоединился к постоянному составу группы.
Он использует барабаны фирмы Sonor и Pearl, педаль Tama Iron Cobra, тарелки и палочки Zildjian. Кумиры Яри — Эрик Карр, Нико МакБрэйн, и Iron Maiden.

## Дискография

### Альбомы
- Metallitotuus (2005)
- Vaadimme metallia (2006)

### Синглы
- Taivas lyö tulta (2005)
- Orjatar (2005)
- Vahva kuin metalli (2005)
- Älä mene metsään (2006)
- Viimeinen tuoppi (2006)